# Tifata
Tifata fou el nom antic d'una serralada italiana entre la Campània i el Samni, propera a Càpua.
És esmentada a la guerra entre Samnites i Campanians (que va precedir la primera guerra samnita) en la que els samnites van ocupar les altures amb una força considerable i van conduir al seu exèrcit cap a la plana, derrotant els campanians en una batalla (Livi diu «Tifata, inminentes Capuae colles» i també «montem imminentem Capuae»). El 215 aC Aníbal hi va establir el seu campament des on va fer operacions contra les ciutats de Campània. Al peu de les muntanyes Tifata Sul·la va derrotar el general Norbanus (addicte a Marius) el 83 aC, i en agraïment per la victòria el dictador va consagrar una part del territori al culte de Diana, deessa titular de la muntanya (Diana tenia un temple a la muntanya, a la part occidental, "Dianae Tifatinae"); aquesta donació fou confirmada més tard per Vespasià. A la muntanya hi havia també un temple de Júpiter (Jovis Tifatinus) a la part oriental. S'esmenta per darrer cop el 48 aC, quan fou usat per Miló per sortir de Capua, i el nom es va perdre durant l'edat mitjana per agafar el de Monte di Maddaloni.